# Callitris canescens
Callitris canescens är en cypressväxtart som först beskrevs av Filippo Parlatore, och fick sitt nu gällande namn av Stanley Thatcher Blake. Callitris canescens ingår i släktet Callitris och familjen cypressväxter. IUCN kategoriserar arten globalt som livskraftig. Inga underarter finns listade i Catalogue of Life.